# NGC 4308
NGC 4308 (również PGC 40011 lub UGC 7426) – galaktyka eliptyczna (E), znajdująca się w gwiazdozbiorze Warkocza Bereniki. Odkrył ją Truman Safford 11 czerwca 1868 roku. Niezależnie odkrył ją Wilhelm Tempel 17 lutego 1882 roku.